# Janusz Grzywacz
Janusz Grzywacz (* 13. Mai 1947 in Zakopane) ist ein polnischer Fusion- und Jazzmusiker (Piano, Komposition). Er arbeitete in den letzten Jahrzehnten hauptsächlich für das Theater und für den Film.

## Wirken
Grzywacz studierte polnische Philologie an der Akademie der Schönen Künste in Krakau und Piano an der Staatlichen Hochschule für Musik in Kattowitz.
Grzywacz gründete mit dem Schlagzeuger Mieczysław Górka 1970 in Krakau die Fusionband Laboratorium, für die er auch den größten Teil ihres Repertoires schrieb. Mit der bis 1991 bestehenden Band nahm er neun Alben auf und gab über tausend Konzerte in Polen und international bei großen Festivals. Seit 1993 leitete er mit dem Duo Laboratorium und dem Trio Digital Jazz Laboratorium eigene Formationen, tritt aber seit 2006 gelegentlich wieder mit Laboratorium auf. Lieder von ihm wurden von Renata Przemyk, Kasia Groniec, Janusz Radek, Marian Opania und Piotr Fronczewski gesungen. Weiterhin arbeitete er mit Jarosław Śmietana, Marek Bałata und Jorgos Skolias zusammen. Auch arrangierte er für Marek Grechuta und ist auf Alben von Zbigniew Seifert, Śmietana, Maanam, Lech Janerka, Kobranocka, Chłopców z Placu Broni und Izabela Trojanowska zu hören.
1979 begann Grzywacz mit der Komposition von Musik für Theater und Fernsehen. Er schrieb die Musik für über 100 Theaterproduktionen, insbesondere am STU-Theater in Krakau, und verfasste ein gleichnamiges Musical über Pan Twardowski. Er komponierte auch die Musik für mehrere Fernsehfilme und Animationsfilme.
Grzywacz lehrt an der Stanisław-Wyspiański-Akademie für Theaterkunst in Krakau.

## Preise und Auszeichnungen
Grzywacz erhielt 2004 den A.-Bardini-Preis. 2005 wurde ihm die Silberne Gloria-Artis-Medaille für kulturelle Verdienste verliehen.